# Парагвај на Светском првенству у атлетици на отвореном 2022.
Парагвај је учествовао на 18. Светском првенству у атлетици на отвореном 2022. одржаном у Јуџину  од 15. до 25. јула осамнаести пут, односно учествовао је на свим првенствима до данас. Репрезентацију Парагваја представљао је 1 атлетичар који се такмичио у трци на 100 метара.,.
На овом првенству такмичар Парагваја није освојиои ниједну медаљу нити је остварио неки резултат.

## Учесници
Мушкарци:
- Сезар Алмирон — 100 м

## Резултати

### Мушкарци
| Атлетичар     | Дисциплина | Лични рекорд | Предтакмичење | Предтакмичење | Квалификације | Квалификације | Полуфинале           | Полуфинале           | Финале               | Финале       | Детаљи |
| Атлетичар     | Дисциплина | Лични рекорд | Резултат      | Место         | Резултат      | Место         | Резултат             | Место                | Резултат             | Место        | Детаљи |
| ------------- | ---------- | ------------ | ------------- | ------------- | ------------- | ------------- | -------------------- | -------------------- | -------------------- | ------------ | ------ |
| Сезар Алмирон | 100 м      | 10,38        | 10,49 КВ      | 1. у гр. 1    | 10,51         | 7. у гр. 5    | Није се квалификовао | Није се квалификовао | Није се квалификовао | 46 / 67 (71) |        |